# José Efromovich
José Efromovich (nació 1955 en La Paz, Bolivia) es un empresario boliviano nacionalizado brasileño de ascendencia polaco-judía. Él es presidente de la aerolínea brasileña de Avianca Brasil y tiene un asiento en el consejo de administración de la sociedad holding Avianca-TACA. Su biografía es muy relacionado con Germán Efromovich, su hermano, dueño de Avianca Holding.